# مورتال كومبات (فلم 2021)
مورتال كومبات (بالإنجليزية: Mortal Kombat) هو فيلم فنون قتالية وفنتازيا وأكشن أمريكي قادم، الفيلم مبني على اللعبة الشهيرة مورتال كومبات ومن بطولة لودي لين، جو تاسليم، تادانوبو أسانو، جيسيكا ماكنامي، ميكاد بروكس، جوش لوسون، تشين هان وهيرويوكي سانادا.
عرض الفيلم في 23 أبريل 2021.

## روابط خارجية
- الموقع الرسمي
- مقالات تستعمل روابط فنية بلا صلة مع ويكي بيانات

لا توجد روابط لمواقع التواصل الاجتماعي.